# 斯威特沃特 (亚利桑那州)
斯威特沃特（英語：Sweetwater）是位於美國亞利桑那州皮馬縣的一個非建制地區。該地的面積和人口皆未知。

## 地理
斯威特沃特的座標為31°59′24″N 112°20′37″W / 31.99000°N 112.34361°W，而該地的平均海拔高度為547米（即1795英尺）。